# Nannenus syrphus
Nannenus syrphus är en spindelart som beskrevs av Simon 1902. Nannenus syrphus ingår i släktet Nannenus och familjen hoppspindlar. Inga underarter finns listade i Catalogue of Life.